# José Megale
José Megale Filho (Belém, 21 de janeiro de 1959) é um político e servidor público, filiado ao Partido da Social Democracia Brasileira. Eleito deputado estadual na 2002, foi reeleito em 2006 e 2010, com a eleição de Simão Jatene, se tornou chefe da Casa Civil estadual, mais tarde, se tornou o candidato a vice-governador de Márcio Miranda nas eleições de 2018, que perdeu para a chapa liderada por Helder Barbalho.